# سرخ (هیروگلیف مصری)

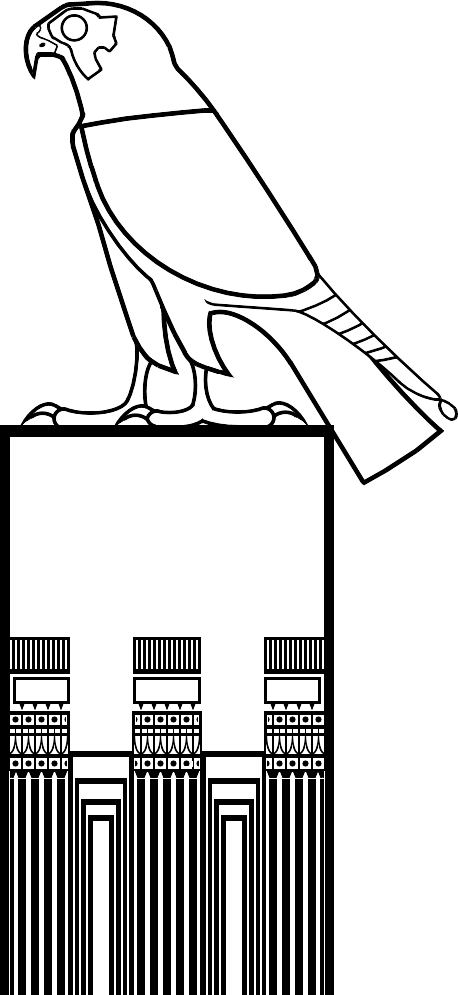
سرخ حوروس، به شدت تزیین شده

سِرِخ (انگلیسی: Serekh؛ ‏مصری باستان: srḫ) در هیروگلیف مصری یک قاب مستطیلی است که نمای شیاردار یا دروازه‌دار یک کاخ را نشان می‌دهد و معمولاً با شاهین حوروس در بالای آن همراه است؛ این نشان می‌دهد که متنی که درون قاب قرار دارد، نامی شاهانه است. سِرِخ نخستین شیوهٔ قراردادی در پیکره‌نگاری مصر باستان برای متمایز کردن نام پادشاهی بود که چهار دودمان و حدود پنج تا هفت‌صد سال پیش از کارتوش‌های شناخته‌شده و متأخرتر به‌کار می‌رفت.

## ظاهر
سِرِخ یک نقش تزئینی ترکیبی بود که نمایی از نمای بیرونی کاخ و نقشه‌ای از حیاط سلطنتی (نمای بالا) را در هم می‌آمیخت. واژهٔ «سِرِخ» از واژهٔ مصری برای «نمای ساختمان» یا «روکار» گرفته شده است. سِرِخ‌ها که بر روی اشیای گوناگون دیده می‌شوند، تنوع بی‌شماری در تزئینات و پیچیدگی نمای کاخ از خود نشان می‌دهند. به نظر می‌رسد که هیچ قواعد هنری سخت‌گیرانه‌ای برای طراحی خود سِرِخ وجود نداشته است.

## تاریخچه
سِرِخ نخستین‌بار در اواخر فرهنگ گرزه به‌صورت نگاره‌ای تزیینی و مینیاتوری ظاهر شد، زمانی که صرفاً به‌عنوان نشان سلطنتی به‌کار می‌رفت. از دوره پادشاهی کهن مصر به بعد، نخستین کاربردهای واژهٔ کاملِ نوشته‌شده نیز در پاپیروس‌های قدیمی دیده می‌شود.

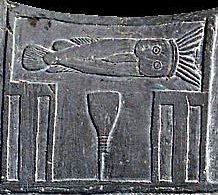
سِرِخ‌هایی که دارای نمادهای معمایی مصور شامل n’r (گربه‌ماهی) و mr (اسکنه/مغار) درونشان هستند، نمایانگر بازنمایی آوایی نام پادشاه نارمر هستند در حدود سال ۳۱۰۰ پیش از میلاد است.

سِرِخ معمولاً به‌عنوان نشان شاهانه استفاده می‌شد تا نام فرعون را برجسته کرده و گرامی بدارد. کاربرد آن به فرهنگ جرزه (حدود ۳۴۰۰ پیش از میلاد) بازمی‌گردد. هیروگلیف‌های تشکیل‌دهندهٔ نام شاه در بخشی مستطیلی‌شکل در بالای سِرِخ قرار می‌گرفتند که نماد حیاط سلطنتی بود. افزون بر این، شاهینِ خدای حوروس ــ یا در موارد اندکی، حیوان سِت ــ بر بالای سِرِخ نقش می‌بست، تا پشتیبان آسمانی پادشاه نام‌برده را نشان دهد.
اگر واژهٔ «سِرِخ» به‌صورت کامل نوشته می‌شد (همان‌گونه که در کادر اطلاعاتی بالا دیده می‌شود)، گاه همراه با نگاره‌ای کوچک از خودِ سِرِخ، می‌توانست در متن نیز به‌کار رود.
یکی از مهم‌ترین عناصر نمایش و هویت سلطنتی در مصر باستان، نام شاه بود؛ چراکه فرعون‌ها مشتاق بودند نسل‌های آینده از دوران حکومت‌شان آگاه باشند. این سنت از حاکمان دودمان صفرم آغاز شد و در طول تاریخ مصر باستان ادامه یافت. برای نمونه، یک سِرِخ متعلق به سنوسرت یکم ــ یکی از پادشاهان دودمان دوازدهم ــ یافت شده و اکنون در موزه هنر متروپولیتن نیویورک نگهداری می‌شود. سِرِخ‌هایی از پادشاهان دودمان سی‌ام نیز شناخته شده‌اند. سِرِخ نمایی از کاخ شاه را در ترکیبی از نمای روبرو و پلان از بالا نشان می‌داد. بخش مستطیلی، نقشهٔ حیاط بود و ناحیهٔ تزیین‌شده، نمای بیرونی را نشان می‌داد. سِرِخی که بر ظرفی حکاکی یا با جوهر نقاشی شده بود، نشان‌دهندهٔ آن بود که محتویات ظرف، محصول یا دارایی دربار سلطنتی است. سِرِخی که دربردارندهٔ نام شاه بود، بر روی انواع اشیا به‌کار می‌رفت و بیانی بنیادی از ایدئولوژی سلطنتی به‌شمار می‌رفت. نام شاه با هیروگلیف نوشته می‌شد و شاهین حوروس، که اشاره به خدای آسمانی حوروس داشت، معمولاً در بالای آن قرار می‌گرفت.
نام حوروس نخستین عنوان از پنج عنوان سلطنتی بود که از دودمان پنجم به‌کار گرفته شدند. عنوان دوم، «او از جانب دو بانو» است، که پادشاه را به‌عنوان تجلّی و تحت حمایت الهه‌های نخبت از الکاب و هیراکن‌پولیس در مصر علیا، و بوتو (اسطوره) در مصر سفلی نشان می‌دهد. عنوان سوم، «حوروسِ زرین» است که شاهین حوروس را بر فراز نماد زرینِ طلا نمایش می‌دهد. عنوان چهارم اغلب چنین ترجمه می‌شود: «او از نی و زنبور»، که در آن، نی نماد مصر علیا و زنبور نماد مصر سفلی است. این عنوان که با نام نسوت-بیتی (nswt-bity) نیز شناخته می‌شود، بیانگر دوگانگی‌های بسیاری است که شاه بر آن‌ها فرمانروایی می‌کرد: مصر علیا و سفلی، سرزمین سیاهِ کشاورزی و سرزمین سرخِ بیابانی، قلمرو روز و شب، و قلمرو طبیعی و ماورایی. عنوان پنجم «پسر رع» است. این نام منشأ خورشیدی مستقیم پادشاه را به‌عنوان فرزند خدای خورشید ادعا می‌کند. نام حوروس معمولاً در سِرِخ‌های مصر باستان نوشته می‌شد. موارد اندکی وجود دارد که در آن‌ها نام حوروس بدون سِرِخ آمده، و تنها پادشاهان پریبسن و خع‌سخم‌وی سِرِخ‌هایی بدون نام حوروس دارند.

## حوروس

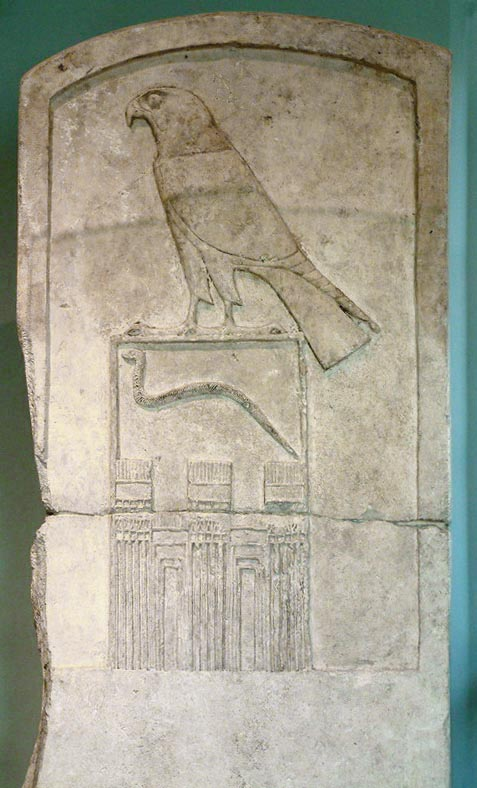
سرخ فرعون دجت، سلسله اول، با نام او که درون سرخ سلطنتی قرار دارد و بالای آن توسط شاهین حوروس محاط شده است. این سنگ نوشته خاص از قبر او در ابیدوس است و هم‌اکنون در آرشیو هنر/موزه لوور پاریس/دگلی اورتی قرار دارد. این سنگ‌نبشته تدفینی یکی از دو سنگ‌نبشته‌ای است که در طرف شرقی قبر او در ابیدوس قرار می‌گرفت تا محلی که قرار بود قربانی‌ها به آنجا برده شود، مشخص گردد. عرض این سنگ‌نبشته تقریباً ۶۵ سانتیمتر و ارتفاع آن تقریباً ۱۴۳ سانتیمتر است.

نام پادشاه به‌صورت هیروگلیف نوشته می‌شد و شاهین حوروس، که اشاره به خدای حوروس داشت، معمولاً در بالای آن قرار می‌گرفت. به‌این‌ترتیب، نام پادشاه در سِرِخ به‌عنوان «نام حوروس» شناخته می‌شد. نوشتن نام پادشاه درون سِرِخ نماد پادشاه در کاخش به‌عنوان مرکز اداره سلطنتی و قدرت بود؛ بنابراین، سِرِخ به‌طور کلی نماد سلطنت به‌شمار می‌رفت. حضور شاهین حوروس نشان می‌داد که پادشاه زنده، تجلی خدای حوروس است. علاوه بر این، نام‌های حوروس پادشاهان مختلف دودمان اول، اقتدار تهاجمی حوروس را نشان می‌دهند که احتمالاً بازتابی از قدرت اجباری سلطنت در این مرحله اولیه از تشکیل دولت مصر بود. نمونه‌هایی از این نام‌ها عبارتند از «حوروس جنگجو» (حورعحا)، «حوروس نیرومند» (دجر)، و «حوروس با دست‌های بالا برده» (قاعا). تمام این نام‌ها، پیکره‌نگاری جنگ‌طلبانه نخستین آثار سلطنتی از دوران شکل‌گیری دولت را نشان می‌دهند. این نام‌ها بر اقتداری تأکید می‌کنند که بر پایهٔ قدرت نظامی و توانایی زندگی و مرگ استوار بود. با این حال، تأکید در دودمان دوم آغاز به تغییر کرد، احتمالاً به دلیل دوره‌های بی‌ثباتی که پادشاهان با آن روبه‌رو بودند، هرچند دلیل دقیق آن همچنان مورد اختلاف است. این تغییرات منجر به تغییرات جزئی در ساختار سِرِخ شد، که تنها در دوران سلطنتپریبسن و خع‌سخم‌وی رخ داد. از آنجایی که این تغییر تنها در دوران سلطنت این دو پادشاه رخ داد، به‌عنوان یک استثنا در نظر گرفته می‌شود، زیرا پادشاهان بعدی به نمادشناسی قبلی بازگشتند.

## روند تکامل
اولین سِرِخ‌ها خالی بودند زیرا خود نماد به‌تنهایی پیام لازم از قدرت سلطنتی را منتقل می‌کرد. به‌مرور زمان، پادشاه شروع به نوشتن یک لقب درون سِرِخ کرد. در این سِرِخ‌ها، نماد حوروس غالب بود. تنها در دوران دودمان دوم تغییراتی در ساختار نام حوروس ایجاد شد، که به نام سِت و سپس به نام ترکیبی حوروس و سِت تبدیل گردید. این تغییرات تنها در دوران دودمان دوم رخ داد و به‌عنوان یک استثنا در نظر گرفته می‌شود، چراکه شواهد نشان می‌دهند در سِرِخ‌های پادشاهان مصر پیش و پس از پریب‌سن و خَسِخِم‌وی، همچنان از نام حوروس استفاده شده است. بسیاری از پیشنهادها برای توضیح علت این تغییرات مطرح شده‌اند، هرچند دلیل دقیق آن هنوز مورد اختلاف است.

## پریبسن و خع‌سخم‌وی

نقاشی خطی از کتیبه‌ای که سرخه پریبسن را با تصویر حیوان سِت و قرص خورشید نشان می‌دهد. از یک گلدان سنگ سماق.

به دلایلی که هنوز مشخص نیست، سِت در دوران اواخر دودمان دوم به‌طور خاصی برجسته شد و به‌طور موقت جایگزین و سپس به همراه حوروس به‌عنوان خدایی که در بالای سِرِخ سلطنتی قرار می‌گرفت، معرفی شد. زمانی که نام ست-پریبسن، که پادشاه پیش از آخرین پادشاه دودمان دوم بود، در یک سِرِخ نوشته شد، به جای نماد معمولی شاهین حوروس، تصویر حیوان سِت، یک موجود شبیه به سگ یا شغال با دمی راست و عریض، بر بالای آن قرار گرفت.
بنابراین، پریبسن یک بیانیه بصری به‌وجود آورد که او تجسم زمینی سِت است. اهمیت سِت در دوران سلطنت پریبسن در مهر سلطنتی پادشاه از ابیدوس نیز منعکس شد. در این مهر به خدایی به نام «طلایی» یا شاید دقیق‌تر «او که از نبت (نقاده) است»، که لقب معمول سِت در دوران تاریخی است، اشاره شده است. به‌نظر می‌رسد که پریبسن سِت را به‌عنوان خدایش برگزیده بود. این موضوع با عبارت حکاکی‌شده بر مهر تقویت می‌شود: «او که از نبت است، سرزمین‌های دوگانه را به پسرش، پادشاه دوگانه پریبسن تحویل داده است». یکی از تفسیرها در مورد این تغییر در فرمت نام سلطنتی این است که این تغییر نمایانگر نوعی شورش بود که توسط آخرین پادشاه دودمان، خع‌سخم‌وی، که نامش در سِرِخ‌ها به‌طور همزمان توسط شاهین حوروس و حیوان سِت تزیین شده بود، سرکوب یا آشتی شد. در ابتدا با نام خع‌سخم که به‌معنی «آنکه در برابر قدرت قیام می‌کند» بود شناخته می‌شد، اما نام او بعدها به خع‌سخم‌وی تغییر یافت که به‌معنی «آنکه در برابر دو قدرت قیام می‌کند» بود. «دو قدرت» در نام او توسط برخی به‌عنوان اشاره به شاهین حوروس و حیوان سِت تفسیر شده است. اضافه شدن این عبارت به نام خع‌سخم‌وی به‌طور بیشتری نشان‌دهنده تلاش او برای ترکیب ایده‌های حوروس و سِت است.
در حالی که صحت این پیشنهاد قابل بحث است، لقب خع‌سخم‌وی از مهرهای سلطنتی از این ایده پشتیبانی می‌کند. این لقب به‌عنوان «دو ارباب در او در صلح هستند» تفسیر می‌شود که می‌توان آن را به‌عنوان راهی برای نشان دادن آشتی یا حل یک بحران داخلی در نظر گرفت، به‌ویژه اگر «دو ارباب» به‌عنوان اشاره به حوروس و سِت و پیروانشان تلقی شود. برخی دیگر این شواهد را به‌عنوان راهی برای اعلام تجدید حیات ملی تحت سلطنت خع‌سخم‌وی می‌بینند، چراکه او قادر بود مصر علیا و سفلی را دوباره متحد کند. با این حال، این ایده همچنان حدس و گمان است و به‌دلیل نبود شواهد قطعی، نمی‌توان آن را تأیید کرد. با این وجود، به‌نظر می‌رسد که روابط خارجی در دوران سلطنت خع‌سخم‌وی به سطح جدیدی رسیده باشد، زیرا یک مهر از دوران او نشان‌دهنده اولین استفاده از عنوان ìmì-r3 h3st است که به‌معنی «سرپرست سرزمین‌های خارجی» است. این به‌طور قوی به تحمیل هژمونی مصر بر سرزمین‌های خارجی اشاره دارد.
تغییر تصویر خدا در سِرِخ اهمیت زیادی داشت: در حالی که گاهی نام پادشاه در سِرِخ بدون تصویر خدا نوشته می‌شد، تا قبل از سلطنت پریبسن، هیچ خدایی غیر از حوروس در سِرِخ پادشاهان ظاهر نشده بود. با این حال، سِرِخ‌های برخی از ملکه‌ها دارای خدایان دیگری در بالای خود بودند. به‌عنوان مثال، سِرِخ نیت‌حتپ، که نمادهای الهه نیث بالای آن قرار داشت. با توجه به شواهدی که نشان می‌دهند استلاهای پریبسن تحت پاکسازی تصاویر حیوان سِت قرار گرفته‌اند، اینطور استنباط شده است که دلایلی که پریبسن برای جایگزینی شاهین با سِت داشته، نتوانسته در میان نسل‌های بعدی پادشاهان مورد پذیرش قرار گیرد.